# 伊夫基 (舊西尼亞瓦區)
49°39′12″N 27°34′11″E / 49.65333°N 27.56972°E
伊夫基（烏克蘭語：Івки）是位於烏克蘭西部的村莊，由赫梅利尼茨基州裡赫梅利尼茨基區的舊西尼亞瓦市鎮負責管轄。該村始建於1670年，面積1.89平方公里，海拔高度287米，2001年人口285，人口密度每平方公里151.1人。